# Kościół św. Jozafata w Lublinie
Kościół św. Jozafata w Lublinie – kościół rektoralny parafii św. Jana Chrzciciela i św. Jana Ewangelisty w Lublinie, od 2023 użyczony parafii greckokatolickiej w Lublinie.

## Historia
Pierwotnie świątynia św. Jozafata pełniła funkcję cerkwi prawosławnej. Została wzniesiona w 1790 roku przez kupców greckich na mocy przywileju Stanisława Augusta Poniatowskiego z 1786. Należała wtedy do Patriarchatu Konstantynopola. W 1857 świątynię przejął Rosyjski Kościół Prawosławny. 
W 1922 roku cerkiew przeszła w ręce Kościoła rzymskokatolickiego. 10 października 1923 poświęcono ją i nadano jej wezwanie św. Jozafata Kuncewicza. 2 lutego 1924 biskup lubelski Marian Leon Fulman przekazał ją w zarząd Edwardowi von Roppowi. Świątynia zaczęła pełnić funkcję prokatedry arcybiskupów mohylewskich. Do 30 czerwca 1934 przy cerkwi funkcjonował Instytut Misyjny, seminarium duchowne archidiecezji mohylewskiej. 
Po II wojnie światowej świątynia pełniła funkcję kościoła rektoralnego, a od połowy lat 80. służył również jako miejsce odprawiania coniedzielnej liturgii dla lubelskich grekokatolików. W 2022 w związku z napływem uchodźców wywołanym agresją Rosji na Ukrainę zaczęto omawiać ewentualne przejęcie świątyni na potrzeby parafii greckokatolickiej w Lublinie. 16 listopada 2023 uroczystą liturgią rozpoczęto użyczenie kościoła.